# Mentana
Mentana es una localidad y comune italiana de la provincia de Roma, región de Lacio, con 20.113 habitantes.
Se sitúa a 23 kilómetros de la capital de la provincia.
En la ciudad sucedió la batalla de Mentana el 3 de noviembre de 1867, que enfrentó a tropas francesas y a Giuseppe Garibaldi en el trasfondo de la Unificación de Italia.
Uno de los lugares de interés es un castillo que data del año 1000.
El alcalde es Guido Tabanella desde mayo de 2002.

## Evolución demográfica
| Gráfica de evolución demográfica de Mentana entre 1861 y 2001 |
|                                                               |
| Fuente ISTAT - elaboración gráfica de Wikipedia               |